# サバクオオトカゲ
サバクオオトカゲ（学名：Varanus griseus）は、有鱗目オオトカゲ科に分類されるオオトカゲの1種。中央アジア、南アジア、 北アフリカに分布する。肉食性であり、様々な脊椎動物や無脊椎動物を捕食する。

## 分布
ヨルダン、トルコ、モロッコ、アルジェリア、チュニジア、リビア、エジプト、イスラエル、シリア、レバノン、イラク、オマーン、トルクメニスタン、カザフスタン、ウズベキスタン、タジキスタン、キルギス、西サハラ、モーリタニア、マリ、ニジェール、チャド、スーダン、アフガニスタン、イラン（カヴィール砂漠を含む）、パキスタン、インド北西部。タイプ産地はカスピ海沿岸。

## 形態
体色は茶色や黄色、灰色など様々。全長は通常1 m程だが、大型の個体は2 m近くまで成長する。背中から尾にかけて横縞が入り、背中に黄色い斑点が散らばる個体もいる。幼体は明るいオレンジ色で、特徴的な縞模様があるが、成長に伴い消失する。鼻孔は吻端よりも目に近い位置にある。性的二形は無い。年に3回、数ヶ月かけて脱皮し成長する。皮膚は砂漠の環境に適応している。遊泳と潜水能力も高く、獲物を求めて水に入ることもある。

## 生態
砂漠や砂丘、乾燥した荒地に生息し、地面に巣穴を掘って生活する。10月から4月頃まで冬眠する。4月に一斉に目覚め、5月から7月が最も活発な時期である。巣穴に潜んでおり、摂食の際は外に現れる。3 - 4年で体長55 - 65 cmに達し、3 - 5年で性成熟する。寿命は雌雄共に8年以下。

### 適正温度
変温動物であるため、気温によって行動は異なる。一定の区間では速度と体温に相関関係があり、気温21 °Cでは秒速1 m程だが、気温37 °Cでは秒速3 mで走ることが出来る。気温37 °Cを超えても速度は上がらず、気温21 °Cを下回ると非常に鈍くなる。体温は周りの環境によって変化するが、最高でも38.5 °Cである。冬眠中の体温は平均的に16 - 18 °Cである。オオトカゲの中では低温耐性が強く、カザフスタン南西部まで分布している。

### 繁殖
5月から6月にかけて交尾し、6月下旬から7月上旬にかけて産卵する。卵は29 - 31 °Cの環境にあり、平均120日で孵化する。出生時は全長25 cm。

### 食性と天敵
ほとんどのオオトカゲと同様に肉食動物であり、ネズミ、卵、魚を好むが、小型哺乳類、爬虫類、鳥、両生類、昆虫、その他無脊椎動物も捕食する。シマハイエナやフェネック、スナネコなどの哺乳類に捕食される。

### 毒性
オオトカゲ類に咬まれると後遺症が残ることがあり、以前は口内の細菌によるものと考えられていたが、殆どの種で下顎に毒腺がある事が発見された。この毒により獲物を麻痺させていると推定されている。また血液凝固を引き起こすプロテアーゼが含まれており、タンパク質を分解して消化を助けている。さらにヒアルロニダーゼも含まれており、消化酵素を増加させて消化を助けている。

## 亜種
サバクオオトカゲには3亜種が知られている。
- V. g. griseus (grey monitor) アラブサバクオオトカゲ
- V. g. caspius (Caspian monitor) カスピオオトカゲ、カスピサバクオオトカゲ
- V. g. koniecznyi (Indian desert monitor) パキスタンサバクオオトカゲ

### アラブサバクオオトカゲ

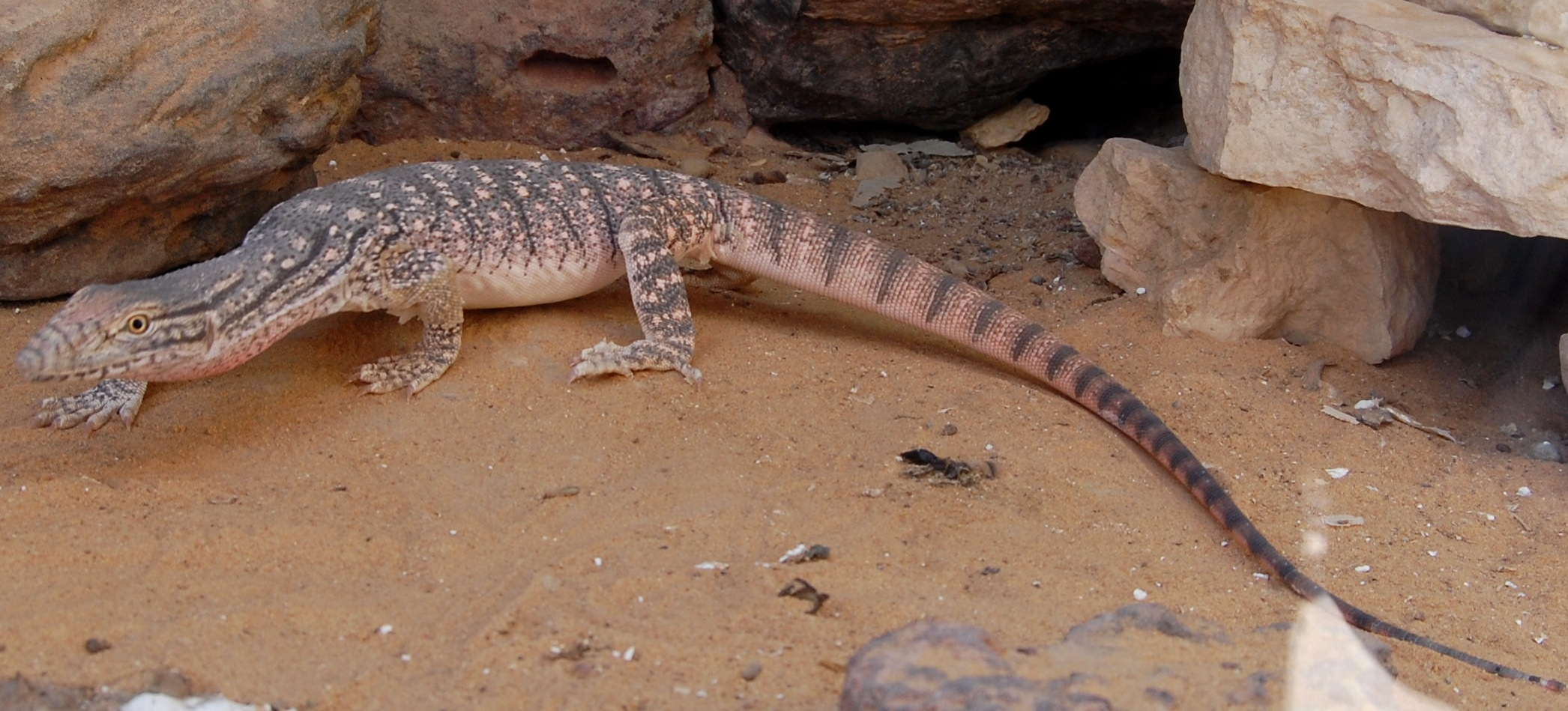
Varanus griseus griseus

背中には5 - 8本の細い灰色帯があり、尾には19 - 28本の帯がある。尾は他の亜種よりも丸く、全長は生息地によって異なる。体色は砂漠では単純な灰色で、植物の多い地域では明るいオレンジ色である。主にトカゲとヘビを捕食するが、地面に巣を作る鳥や、小型哺乳類を捕食する場合もある。
モロッコ、モーリタニアからエジプト、スーダンまでの北アフリカ、アラビア半島(バーレーンには分布しない)、トルコ南東部、シリア、イスラエル、パレスチナ、レバノン、ヨルダン、イラクに分布。

### カスピオオトカゲ

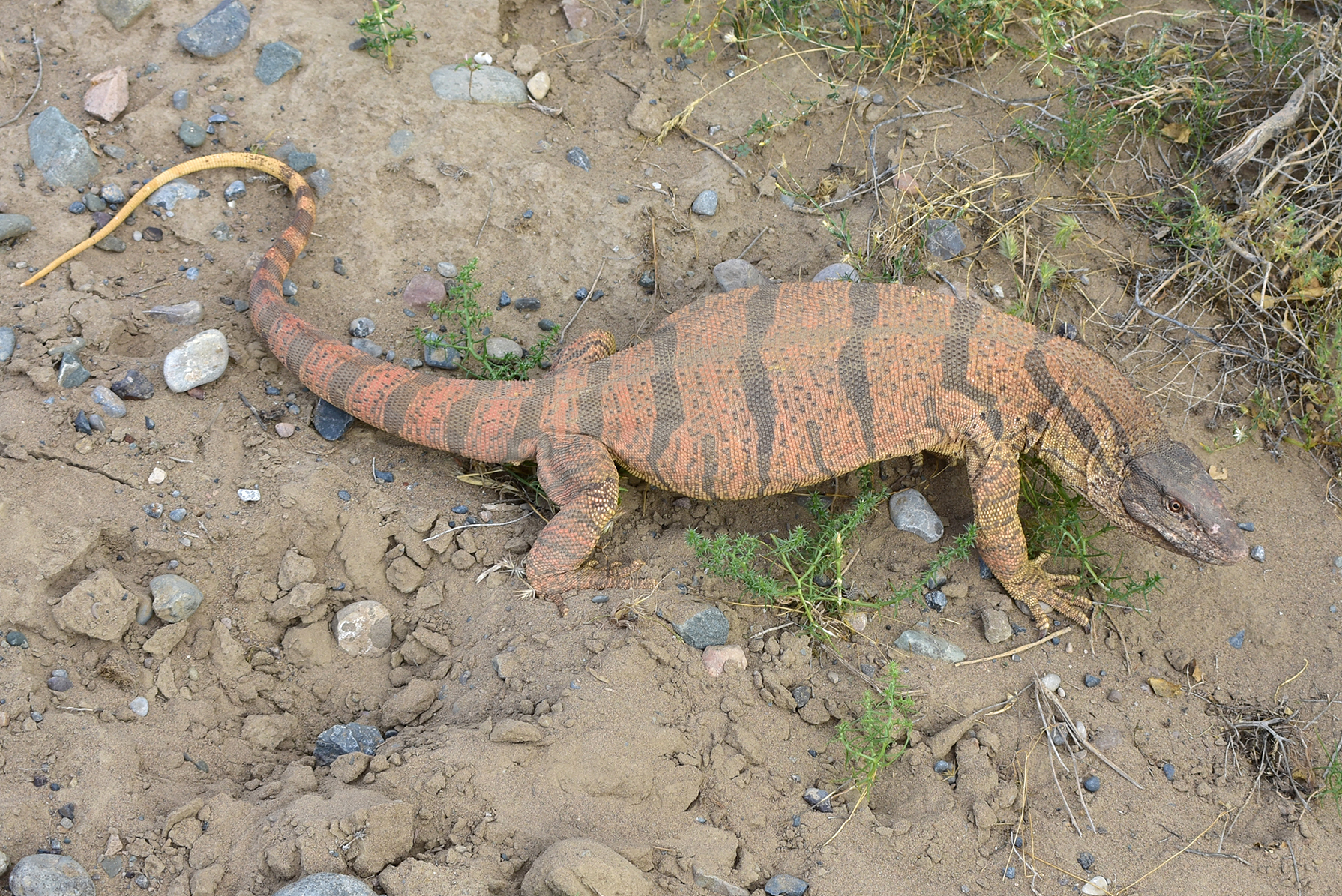
Varanus griseus caspius

背中に5 - 8本の帯があり、尾には13 - 19本の帯がある。尾は平たく、体の中央部には143列の鱗がある。カスピ海の東岸から中央アジア高原地帯まで、アラル海の島々、コペトダグ山脈、イラン北部、アフガニスタン西部および南部、パキスタン西部まで分布し、標高800 mまでの高地に見られる。トルクメニスタン、カザフスタン、ウズベキスタン、キルギス、タジキスタンでは一般的。
砂漠や粘土質の荒地に生息するが、時には森林でも見られる。トカゲや鳥、カメとその卵、齧歯類、ヘビを捕食する。力が強く、巣穴を簡単に掘る。

### パキスタンサバクオオトカゲ
背中に3 - 5本の帯、尾に13 - 19本の帯がある。尾は平たく、体の中央部には108 - 139列の鱗がある。他の亜種と比べて体が小さく、頭部は幅広で平たい。パキスタンとインド中西部に分布している。
気候変動により、冬の間は冬眠しておらず、摂食量が減少し不活発になるのみだという。主に大型の無脊椎動物や昆虫を捕食するが、小型のトカゲ、齧歯類、鳥とその雛や卵、その他様々な小型脊椎動物も捕食する。

## 保全
亜種カスピオオトカゲの生息地である中央アジアでは、農地の増加により生息地が減少している。毎年17000匹分の皮が取引されているが、ワシントン条約により国際取引は禁止されている。北アフリカ、中央アジア、インドの一部では、依然として商業的な狩猟が行われている。

## 人との関わり
本種は下顎に毒腺があり、人が咬まれると吐き気、嘔吐、目眩、全身の筋肉痛、心拍数の上昇、呼吸の乱れ、下痢などの症状が現れる。症状は20分後に現れ、24時間程で収まる。咬まれた箇所の痛みは2ヶ月ほど続く可能性がある。
ワシントン条約の指定種のため輸入が難しく、飼育例も少ない。そのうえ飼育下では寿命が短い傾向にある。ただし、飼育下で17年生きた例がある。飼育下では環境と餌を野生と同じように整える必要がある。